# Sport Club Internacional
Sport Club Internacional je brazilski nogometni klub iz Porto Alegreja, ki igra v 1.brazilski ligi. Ustanovljen je bil leta 1909, domači stadion kluba je Beira-Rio.

## Uspehi

### Domači
- Prvaki Brazilije ( 3x )...........1975,1976,1979
- Pokalni zmagovalci Brazilije.....1992

### Mednarodni
- Prvaki Južne Amerike - Copa Libertadores ( 2 x ).........2006 in 2010
- Zmagovalci pokala Sudamericana ( kot pokal Evropa ali nekdaj UEFA ).........2008
- Južnoameriški superpokal................2007 in 2010
- FIFA Svetovni klubski prvaki..............2006

## Nekdanji znani nogometaši
Glej tudi Kategorija:Nogometaši SC Internacionala.
| - Branco - Carlos Dunga - Daniel Carvalho - Lúcio - Claudio Taffarel - Falcão - Sergio Goycochea - Diego Gavilán - Alexandre Pato - Roberto Carlos Abbondanzieri - Mario Bolatti - José de La Cruz Benítez | - Fábio Rochemback - Pablo Guiñazú - Julio César Enciso - Rafael Sóbis - José Villalba - Elías Figueroa - Wason Rentería - Fabián Vargas - Carlos Gamarra - Oscar Aguirregaray - Diego Aguirre Camblor - Gonzalo Sorondo Amaro |